# Anopheles vargasi
Anopheles vargasi is een muggensoort uit de familie van de steekmuggen (Culicidae). De wetenschappelijke naam van de soort is voor het eerst geldig gepubliceerd in 1941 door Gabaldón, Cova Garcia & Lopez.